# Gesneria
- Commons
- Wikispecies

Gesneria L. é um género botânico pertencente à família Gesneriaceae, nativo das ilhas do Caribe com algumas poucas espécies na América do Sul. O nome do gênero foi dado em homenagem a Conrad Gessner.

## Sinonímia
- Conradia
- Pentarhaphia

## Espécies
| - Gesneria acaulis - Gesneria christii - Gesneria citrina - Gesneria cuneifolia - Gesneria humilis | - Gesneria pedicellaris - Gesneria pedunculosa - Gesneria reticulata - Gesneria ventricosa |

- «Lista completa»

## Classificação do gênero
| Sistema | Classificação                        | Referência               |
| ------- | ------------------------------------ | ------------------------ |
| Linné   | Classe Didynamia, ordem Angiospermia | Species plantarum (1753) |